# Brumalia
I Brumalia (dal latino bruma, il solstizio d'inverno) erano un'antica festività romana in onore di Saturno, Cerere e Bacco.
In epoca bizantina si facevano iniziare il 24 novembre e duravano un mese, fino ai Saturnalia, cioè il solstizio d'inverno, e tra i festeggiamenti c'erano banchetti, libagioni e divertimenti vari; durante la celebrazione si ricercavano inoltre auspici per l'inverno incombente. Si ha testimonianza di questi festeggiamenti anche dall'imperatore cristiano Costantino Copronimo.

## Celebrazione
La vita romana durante l'antichità classica era incentrata sull'esercito, l'agricoltura e la caccia, pertanto i giorni invernali, più corti e freddi, ostacolavano svariate attività. I Brumalia venivano così festeggiati in questo periodo più scuro, ed avevano un carattere ctonio associato ai raccolti, i cui semi venivano interrati prima di germogliare.
I contadini sacrificavano maiali a Saturno e Cerere, mentre i viticoltori sacrificavano capre in onore di Bacco (dal momento che le capre erano un pericolo per le viti), che venivano poi scuoiate per ricavarne bisacce, su cui si saltava. I magistrati portavano le primizie delle viti, degli olivi, del grano e del miele ai sacerdoti di Cerere.
Si era anche soliti scambiarsi l'augurio Vives annos!, "Vivi per anni".